# Joeri Oesjakov
Joeri Nikitovitsj Oesjakov (Russisch: Юрий Никитович Ушаков) (Moskou, 1920) is een Russische basketbalspeler die uitkwam voor het nationale team van de Sovjet-Unie. Hij kreeg de onderscheidingen Meester in de sport van de Sovjet-Unie in 1948.

## Carrière
Larionov speelde zijn hele carrière voor Dinamo Moskou. Met Dinamo won hij het Landskampioenschap van de Sovjet-Unie in 1948. hij werd tweede in 1944 en derde in 1946. Met de Sovjet-Unie speelde hij op het Europees kampioenschap in 1947 en won goud.

## Erelijst
- Landskampioen Sovjet-Unie: 1
  - Winnaar: 1948
  - Tweede: 1944
  - Derde: 1946
- Europees Kampioenschap: 1
  - Goud: 1947